# Сорокино (Борковская волость)
Сорокино — деревня в Великолукском районе Псковской области России. Входит в состав сельского поселения «Борковская волость».
Расположена на юго-западе района, у берега реки Балаздынь, в 47 км к юго-западу от центра города Великие Луки и в 4 км к северу от волостного центра деревни Борки.

## Население
Численность населения деревни по оценке на 2000 год составляла 3 человека, на 2010 год — 1 человек.